# Isisaurus
Isisaurus là một chi khủng long, được J. A. Wilson & Upchurch mô tả khoa học năm 2003.